# هری بریگز (بازیکن فوتبال، زاده ۱۹۰۴)
هری بریگز (انگلیسی: Harry Briggs؛ زادهٔ 1904) بازیکن فوتبال است.